# Космічний док

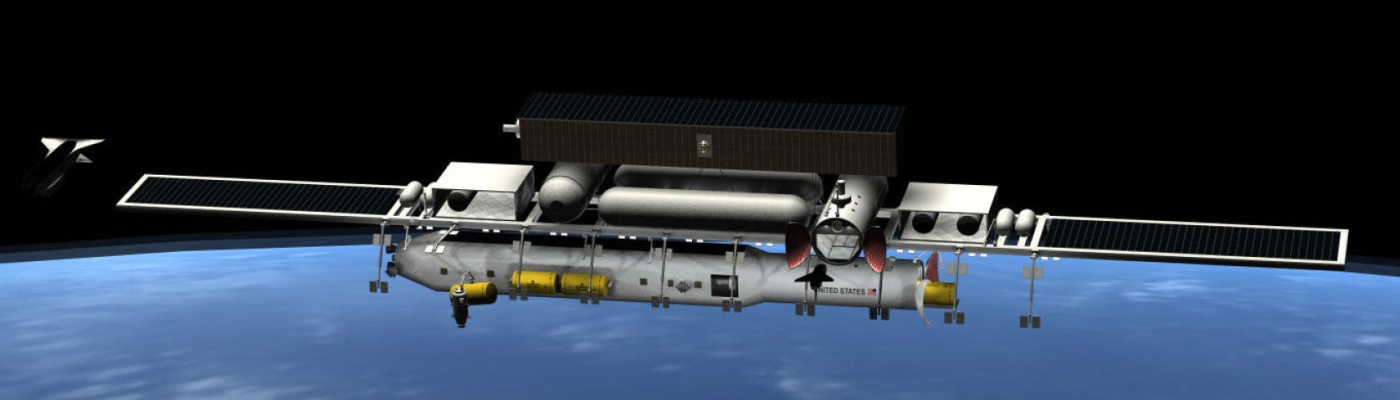
Американська концепція космічного дока — великий космічний корабель збираний маніпуляторами роботів під основною фермою, і космоплан, що входить в закритий ангар.

Космічний док — пропонована в  науково-фантастичних творах, а також у концептуальних проєктах  космічних агентств конструкція, схожа на «сухий док» для космічних апаратів, що розташовується на  низькій навколопланетній орбіті. Споруда такої конструкції з використанням сучасних технологій є можливою.
В існуючих проєктах і творах, космічні доки використовуються як пристрій, призначений для ремонту або будівництва  космічних апаратів, що дозволяє обійтися без постачання матеріалів з планети (або розподілити доставку на кілька рейсів з невеликим завантаженням), а також без посадки космічного апарата на планету для обслуговування.
Космічний док або ангар також уможливлює ремонт космічних апаратів в закритому просторі (можливо, в повітряному середовищі), хоча як їх основне призначення розглядається конструювання позаатмосферних космічних апаратів і пристроїв..
Орбітальний ремонт може виявитися особливо необхідний для пошкоджених атмосферних космічних апаратів, які можуть зазнати катастрофи при вході в атмосферу, наприклад, як  шатл «Колумбія». Після цієї катастрофи NASA вже виробляло імпровізований ремонт шатлів в ході космічного польоту..